# Боброво (Льоховська волость)
Боброво (рос. Боброво) — присілок в Невельському районі Псковської області Російської Федерації.
Населення становить 19 осіб. Входить до складу муніципального утворення Артьомовська волость.

## Історія
Від 2015 року входить до складу муніципального утворення Артьомовська волость.

## Населення
| 2001 | 2002 | 2010 |
| ---- | ---- | ---- |
| 26   | ↗27  | ↘19  |